# おじろくおばさ

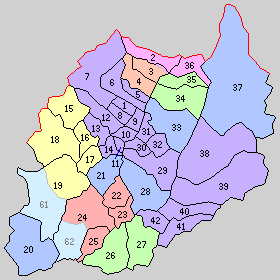
下伊那郡の地図。おじろく・おばさが存在したのは21.下条村、23.大下条村、24.豊村（和合村・62.売木村）、25.旦開村、26.神原村、27.平岡村、28.泰阜村、29.千代村、38.上村、39.木沢村、40.和田村、41.八重河内村、42.南和田村。

おじろく・おばさとは、長野県下伊那郡（伊那谷）南部に近代まで存在した、農家の次男以下の男子や一部の女子に生涯分家・結婚などにより家を出ることを禁じ、生家の労働力として使役する制度。おじろくが男性でおじサ、おじンボ、おじ、おじぼうずとも呼ばれ、妻あるいは妾として家を離れることがある女性のおばサよりも多かった。家にとって都合の良い労働力として「福の神」ともあだ名された。

## 範囲

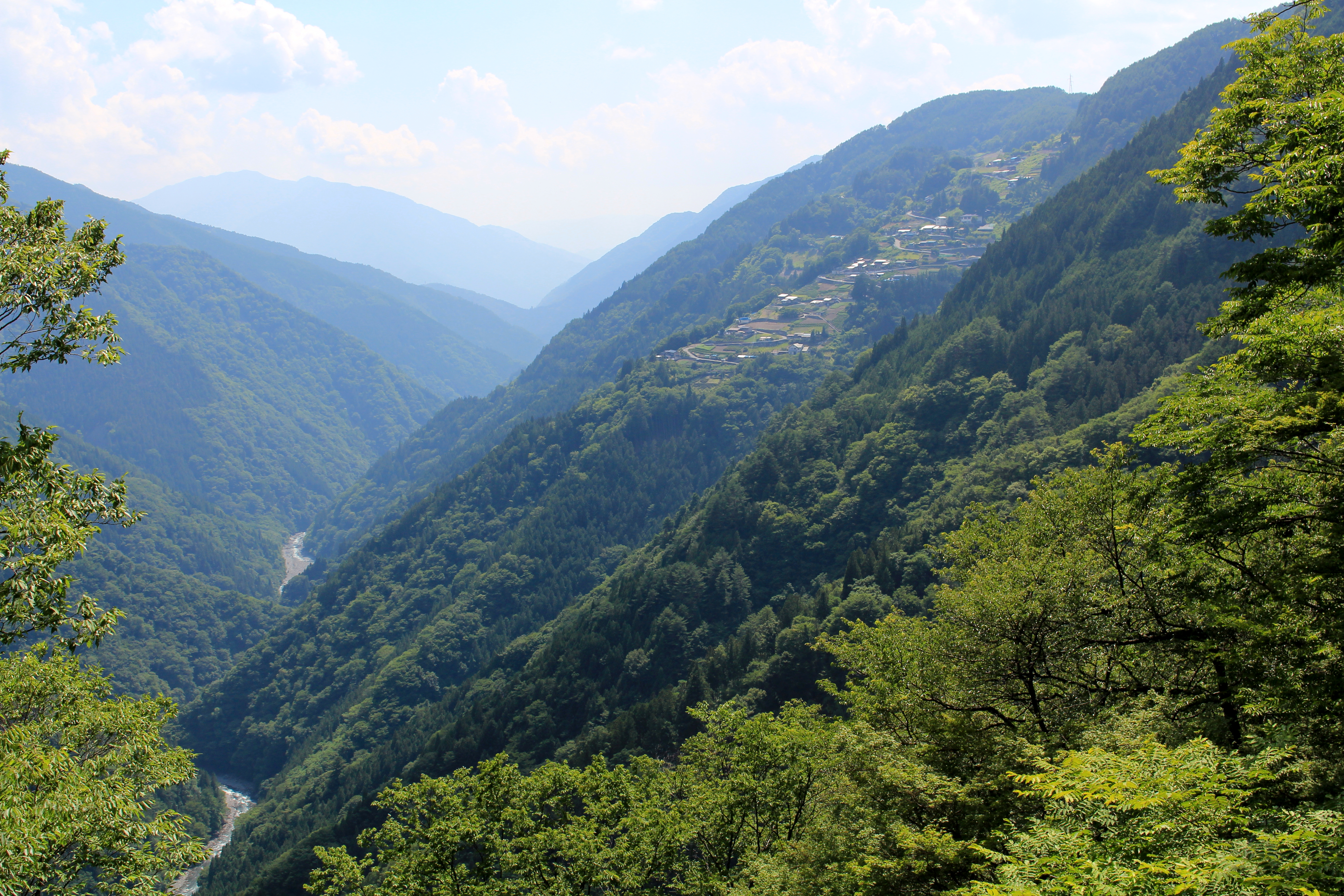
下伊那郡の集落（旧・上村）。

おじろく・おばさの風習は、秋葉街道や伊那街道から外れた千代村・和田村・南和田村・木沢村・上村・八重河内村（現・飯田市）・大下条村・和合村・旦開村（現・阿南町）・平岡村・神原村（現・天龍村）・下條村・売木村・泰阜村といった集落に見られる。一方、売木村の隣村である平谷村、下条村の隣村の富草村、千代村の隣村の竜江村・上久堅村（現・飯田市）やその他の町村では確認できず、秋葉街道や伊那街道が通る往来の激しかった地域にはこの風習は存在しなかった。

## 水野都沚生の研究
おじろく・おばサについては飯田市出身で飯田・阿南・下伊那農・飯田長姫高校の教員を歴任した水野都沚生（みずの としお、1910 - 1977）の研究が詳しい。
水野による着眼をきっかけとして信濃毎日新聞や信越放送による報道がなされた。
おじろく・おばサは家の当主（親や兄、その子）から労働着や食事、また納屋や長屋に一室を与えられ家内労働に従事したが、使い道のない金銭を支払われることはなかった。正式な結婚こそ許されなかったものの、盆踊りなどの祭礼の機会をはじめとしておじろく・おばサ同士で性関係を結ぶことは珍しくなかった。当時は正式な夫婦の子でも間引きということが行われていたため、おじろく・おばサの私生児は多くの場合堕胎・間引きされることとなったが、兄の子や「拾い子」という名目で育てる例もあった。
水野はおじろく・おばサについて、御館・被官制度が存在した地域と重なることからその関連を指摘している。神原村字福島では"御館"福島家に対し他の家は賦役労働を負担し、その見返りに焼畑耕作や山から薪炭を採ることを許されていたが、生産手段に乏しいこの地域ではこの制度を離れて独立した家を立てるのは困難だった。水野はこの地域の御館・被官制度が生まれたのは福島家の先祖が土着した明徳2年（1391年）以後のことと推測している。これらの地域で分家が困難であったことは、福島の戸数と人口が文政9年（1826年）時点の48戸390人（宗門人別帳）から明治5年（1872年）時点の49戸403人（壬申戸籍）までほとんど増加していない点や、旦開村新野の五人組が125組で維持され続けた点からもうかがえる。和田村では分家を行うことは本家まで共倒れになる原因として「たわけ（田分け）」として嫌われ、仮に家を分与する場合でも田畑は与えられないため山畑の耕作や田を借りるしかなかったが、村を出て別の地に分家する男女もあった。
福島の宗門人別帳では伯父・伯母と記入され、390名のうち、50歳以上の伯父は16名、40歳以上の伯母は6名が確認できる。明治5年の壬申戸籍にもおじろく27人、おばサ11人が確認でき、実際にはもっと低い年齢の者もいたはずなのでその数はさらに多いとみられる。
昭和36年の水野の調査時点では福島には林今朝芳（78歳）・弟の留良（75歳）、平松政七（78歳）、村松ゆう（55歳）の3人のおじろくと1人のおばサが存命だった。林家の2人は飯田に徴兵検査で赴いた以外は村の外に出たことがなく、村の祭礼や巡回映画にも顔を出さなかったといい、水野に今までで楽しかったことを尋ねられた留良は「なんにもなかったナア」と答えたという。水野は彼らを「社会のない人生」と評している。他方、平松政七は繭を背負って飯田まで歩いて運ぶ仕事をしていたことがあるほか、飯田の遊廓へ連れて行かれたこともあり、義太夫に合わせて芝居を演じる集落の芸能「獅子舞」の役者でもあった。村松ゆうは、娘を1人出産しており、その父親も判明していたものの、結婚はせずにおばサとして家に残った。
和合村では昭和34年に死去した大石歌松（享年77）が最後のおじろくであったが、昭和30年ごろに村はずれに1間四方の掘立小屋を建てて居住し、農閑期の日雇いなどの仕事で得た貯金もあったといい、和合の念仏踊り（重要無形民俗文化財）の先頭に立つ提灯持ちを務めた人物でもあった。

## その他の研究

### 近藤廉治「未文化社会のアウトサイダー」
近藤廉治「未文化社会のアウトサイダー」によると、おじろく・おばさ制度は長野県下伊那郡天竜村でのものであり、16-17世紀ごろから長兄だけが結婚して社会生活を営む一方、他の弟妹は他家に養子に入ったり嫁いだりしない限り結婚も許されず、世間との交流も禁じられ、生涯戸主のために無報酬で働かされたという。また家庭内の地位は戸主の妻子以下で、宗門人別帳や戸籍簿には「厄介」と書き込まれていたとされる。ただし、水野論文に掲載されている宗門人別帳や戸籍簿の写真には「厄介」とは書かれていない。明治5年（1872年）時点では村の人口は約2000人で、そのうちおじろく・おばさは190人ほどいたという。
同論文には個人名が記されていないが数人の証言が記されており、
- 10人前後のおじろく、おばさがいた。
- 幼児から集まりに出ることもなく近所の人との交流もなく、独りで家の仕事をしていた。
- 家人とろくに話もしなかったが、反抗することもなかった。
- 時には山の中にタバコの密培などをして小遣銭を得た者もあった。
- 結婚もせず一生家族のために働いて不幸もなかった。
- 子供の頃は普通であったが、20歳過ぎから無愛想な人間になった。
- 家へ用事で行くと奥に隠れたり、挨拶しても見向きもしなかったり、無視して仕事をしていたりすることが多く、話しかけても返事をしなかった。
- おじろくは黙っていて、笑うこともなく、いつも家の仕事をしており、怒ることも不平をいうこともなく、表情もなく、趣味もなかった。
- 言いつけたことをよくやるだけで、自分で気を利かせる事はなかった。
- 若い時から人嫌いになり、人が来ると奥へ隠れ、ほとんど喋らず、不平も言わなかった。
- 身の周りの事はしていた。
- 娯楽を求めることはなかった。
- 夜這いをしたおじろくは沢山いたがよく言われなかった。
- 世の中楽しいことも嫌なこともなかった。

という。近藤の取材を受けた1人目は明治34年（1901年）生まれの女性（63歳）で、身体・精神的な異常はなかった。幼少期から素直で大人しく、無愛想で無口であった。24歳頃までは養蚕の手伝いに行っていたものの、その後は頼まれても行かなくなった。近藤が挨拶をしても無視して家の仕事をしていたという。2人目は明治20年（1887年）生まれの男性（77歳）で、身体・精神的な異常はなかった。幼少期から大人しい性格で、18から20歳にかけて大工仕事を学び、それから取材当時まで大工仕事や畑仕事をずっとこなしていた。村を出たのは21歳の徴兵検査の時のみであった。3人目は明治16年（1883年）生まれの男性（81歳）で、身体・精神的な異常はなかった。幼少期は陽気な性格であったが、兄が病弱であったために家のために働いた。弟2人もおじろくであったが学校には通った。本人も遊郭に行ったことがあったという。後者2人はラジオで浪花節を聴くのが唯一の楽しみであったと述べている。

### 『南伊那農村誌』
昭和13年の『南伊那農村誌』では各村ごとに解説をしている。
和田村では分家を「田分け（たわけ）」と言って共倒れになるとして嫌い、分家をするにも家屋敷を分けるだけで本家の財産次第では田畑を与えないこともあった。和田村では「をぢぼうず」と呼ばれ、「福の神」ともあだ名されたが、明治時代以降二・三男は他地域に出稼ぎに出るようになったことで消えていった。
和合村においては耕作地がほとんどなかったことから庄屋ですら分家を行うことはまれだった。和合村では「をぢ」「をば」と呼ばれ、をぢは農繁期には家の労働を無報酬で行うが暇な時は自ら金銭を稼いで貯蓄を行い、よその家のをばと性関係を持つこともあった。その死後は貯蓄が家のものとなるためをぢのいた家は裕福となったという。
和田村山原では「をぢ坊主」として一生独身で暮し実家に暮らす者もいたが、昭和13年（1938年）当時には次男・三男は出稼ぎに行ってしまい見られなくなっていた。
神原村福島ではをぢ・をばの墓は当主の墓よりは離れたところに設けられたが、家来の墓よりはずっと近いところにあった。